# Birger Bergh
Nils Anders Birger Bergh, född den 25 juni 1935 i Luleå, död den 17 april 2008 i Lund, var en svensk latinist som från 1975 till 2000 innehade lärostolen i latin vid Lunds universitet.
Bergh studerade vid Uppsala universitet där han blev filosofie licentiat 1964 och disputerade 1968. Åren 1968–1975 var han docent i latin i Uppsala, innan han 1975 erhöll professuren i samma ämne vid universitetet i Lund, vilken han innehade till sin pensionering 2000. Han hyllades i samband med denna med festskriften Språkets speglingar (2000). 
Bergh utgav delar av den latinska originaltexten till Heliga Birgittas uppenbarelser. 
För en bredare allmänhet torde Birger Bergh vara mest känd som en av "de lärde" i det populära TV-programmet Fråga Lund. Han utgav också många böcker och översättningar, däribland om Heliga Birgitta, om skalden Lars Wivallius, om Karl den store, kärlekssagan om paret Abaelard och Héloïse, Francesco Petrarca, om Samuel von Pufendorff, komedin Andria av Terentius, 2007 en handbok i talekonst "Konsten att få rätt" och 2008 Ciceros bok "Om talaren".
Birger Bergh är nasifierad som näsa nr 118 i Nasoteket på Akademiska Föreningen i Lund. Hans epitet är "Lumen latinitatis lundensis". Bergh var en av stiftarna av det lärda samfundet Societas Ad Sciendum.
Han var son till folkskoleinspektören och riksdagsmannen Ragnar Bergh. Birger Bergh är begravd på Norra kyrkogården i Lund.